# Vogar

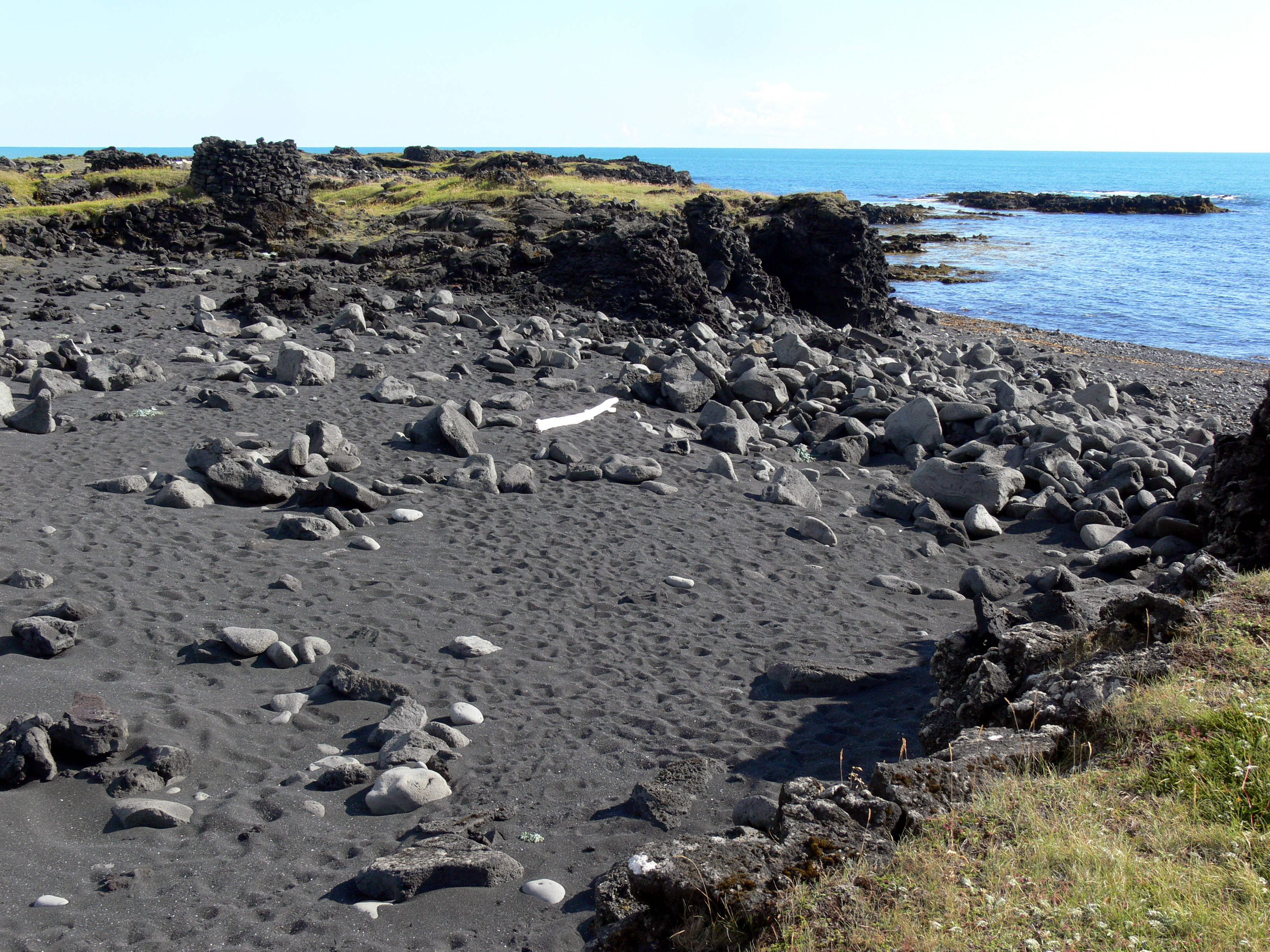
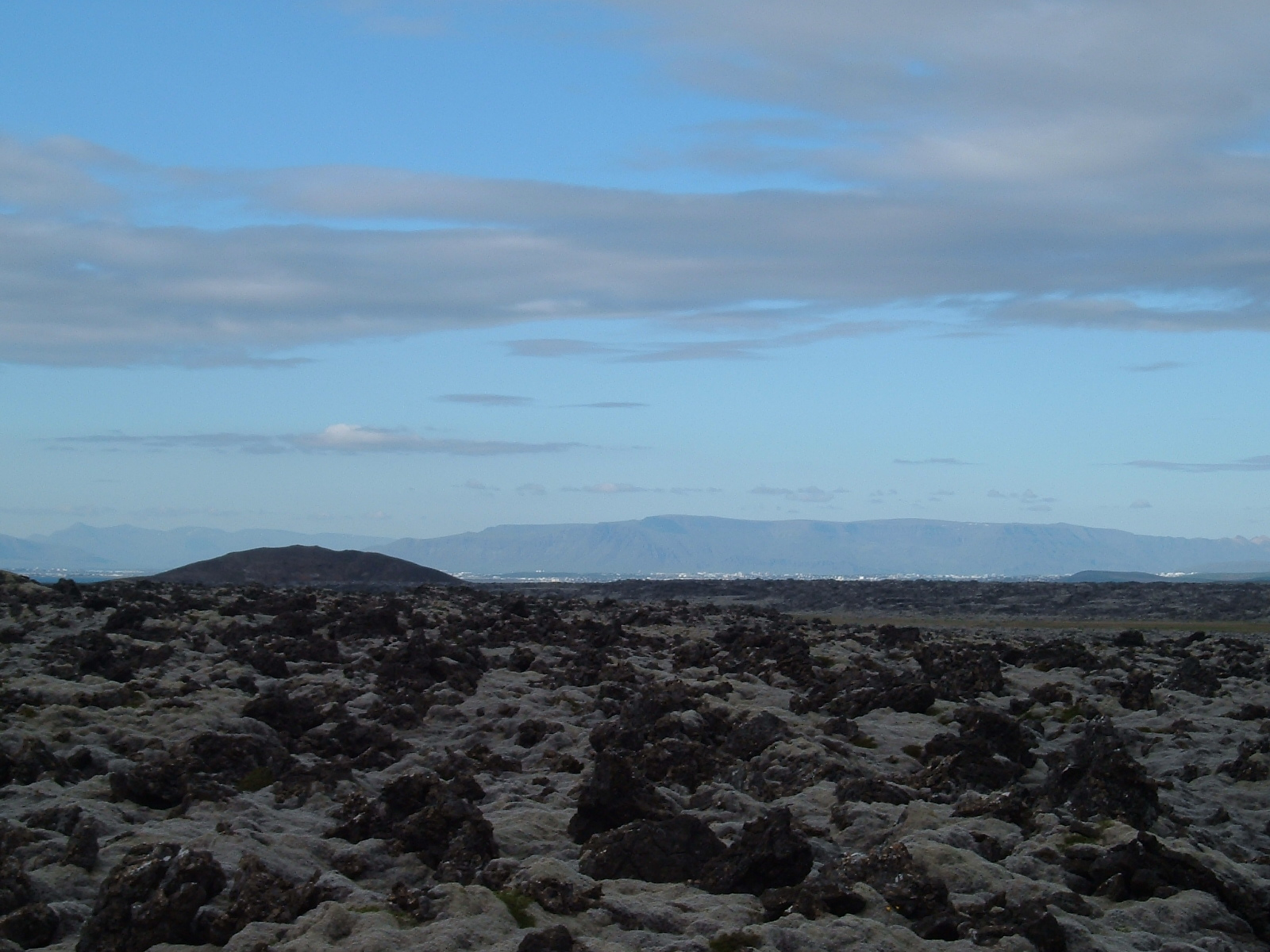

Vogar is een dorp op het schiereiland Reykjanes in het zuidwesten van IJsland. 
Het plaatsje heeft een bevolking van ongeveer 1000 personen (2013) en ligt op ongeveer 30 kilometer van de hoofdstad Reykjavik. Tot 10 januari 2006 werd deze plaats Vatnsleysuströnd genoemd, daarna vond de naamswijziging plaats. Bij de basisschool ligt een gedenkteken voor een zekere Jón Daníelsson de sterke, die gemaakt zou zijn van een 450 kg zware steen die Jón ooit zou hebben opgetild en rondgedragen.